# Diisopentylphthalat
Diisopentylphthalat ist eine chemische Verbindung aus der Gruppe der Phthalsäureester.

## Eigenschaften
Diisopentylphthalat ist eine hellgelbe Flüssigkeit, die praktisch unlöslich in Wasser ist.

## Verwendung
Diisopentylphthalat wird als Weichmacher für Kunststoffe und als Oberflächenkonditionierer für Treibstoffe verwendet.

## Sicherheitshinweise und gesetzliche Regelungen
Diisopentylphthalat wurde im Dezember 2012 aufgrund seiner Einstufung als reproduktionstoxisch (Reprod. 1B) in die Kandidatenliste der besonders besorgniserregenden Stoffe (Substance of very high concern, SVHC) aufgenommen. Danach wurde Diisopentylphthalat im Juni 2017 in das Verzeichnis der zulassungspflichtigen Stoffe mit dem Ablauftermin für die Verwendung in der EU zum 4. Juli 2020 aufgenommen. Zusätzlich unterliegt Diisopentylphthalat den Beschränkungen im Anhang XVII, Nummer 72 der REACH-Verordnung (in Deutschland umgesetzt durch die Chemikalien-Verbotsverordnung).